# Заполля (Гавровська волость)
Заполля (рос. Заполье) — присілок в Дновському районі Псковської області Російської Федерації.
Населення становить 2 особи. Входить до складу муніципального утворення Іскровська волость.

## Історія
Від 2015 року входить до складу муніципального утворення Іскровська волость.

## Населення
| 2001 | 2002 | 2010 |
| ---- | ---- | ---- |
| 5    | →5   | ↘2   |